# Confitering
Confitering er en fransk konserverings- og tilberedningsmetode, som primært bruges til and, kylling og gås. 'Confire' betyder at sylte (konservere) på fransk. Ordet stammer fra latin: conficere (at gøre, at producere, at forberede).
Metoden går ud på at smøre især lårene fra fuglene ind i salt i et døgns tid. Saltet fjernes, og lårene simrer i en gryde med andefedt (eller gåsefedt) i flere timer. Fedtet sies for vand og urenheder og dækker lårene i en tætsluttende beholder; køligt kan de holde flere måneder.
Den lange kogetid gavner andet kød, der ikke er helt mørt.